# Ministère de la Communication et des Technologies de l'information
Le ministère du transport, de la communication et des technologies (dont l'ancienne dénomination officielle était ministère de la communication et des technologies de l'information) (en azéri : Azərbaycan Rеspubliкаsının Rabitə və Informasiya Texnologiyaları Nаzirliyi) est un ministère azéri au sein du Cabinet d’Azerbaïdjan chargé de la régulation du secteur des communications et du développement des technologies de l'information dans le pays. Le ministère a été créé en Azerbaïdjan en 2004 par le président Ilham Aliyev selon un décret présidentiel. Le ministère est dirigé par Rachad Nabiyev.

## Histoire
Le premier ministère des transports, des services postaux et des télégraphes du pays est créé le 28 mai 1918 à la suite de la déclaration d'indépendance de la République démocratique d'Azerbaïdjan (RDA). Le premier ministre de ce ministère est Khudadat bey Malik-Aslanov. Lorsque de la formation du second cabinet de la RDA, le gouvernement mène des réformes administratives et sépare le ministère en ministère des transports d'un côté et par un ministère des services postaux et des télégraphes de l'autre. Tandis que Malik-Aslanov reste ministre des Transports, Agha Ashurov est chargé de diriger le ministère des services postaux et des télégraphes le 6 octobre 1918,. Dans les trois gouvernements qui suivent, Aslan bey Safikurdski, Jamo bey Hajinski et J. Ildyrym deviennent ministres des services postaux et des télégraphes. Lorsque le pouvoir soviétique arrive en Azerbaïdjan le 28 avril 1920, le ministère est transformé en commissariat des télégraphes et des courriers. Depuis l'époque de sa création par les autorités soviétiques, le secteur des communications est directement géré par les représentants permanents du ministère des communications de l'URSS en Azerbaïdjan jusqu'en 1953. Après le rétablissement de l'indépendance de l'Azerbaïdjan en 1991, le ministre des communications est rétabli.

## Organisation
Le ministère est dirigé par le ministre avec deux sous-ministres et un chef de l'administration. Les principales fonctions du ministère sont la formulation et la mise en œuvre d'une politique nationale unique dans le domaine des communications et des technologies de l'information, la réglementation des activités dans le domaine des communications et des technologies de l'information, encourager la création de nouvelles formes d'activités sociales et économiques grâce à l'utilisation massive des technologies de l'information, création de marchés de l'information, le contrôle de l'utilisation du spectre des fréquences radioélectriques et l'entretien des installations aériennes de communication par satellite, la mise en œuvre des mesures nécessaires pour répondre aux exigences des organismes d'État, des municipalités, et des entités juridiques et physiques des services de la communication et des  technologies de l'information.
De plus, le maintien et la régulation des courriers et des télégraphes de l'Azərpoçt, des communications téléphoniques, des diffusions télévisés et radio et des technologies de l'information sont également dans les attributions du ministère.
Internet reste non censuré et libre en Azerbaïdjan malgré les critiques du gouvernement envers l'opposition politique.